# Киндер-сюрприз

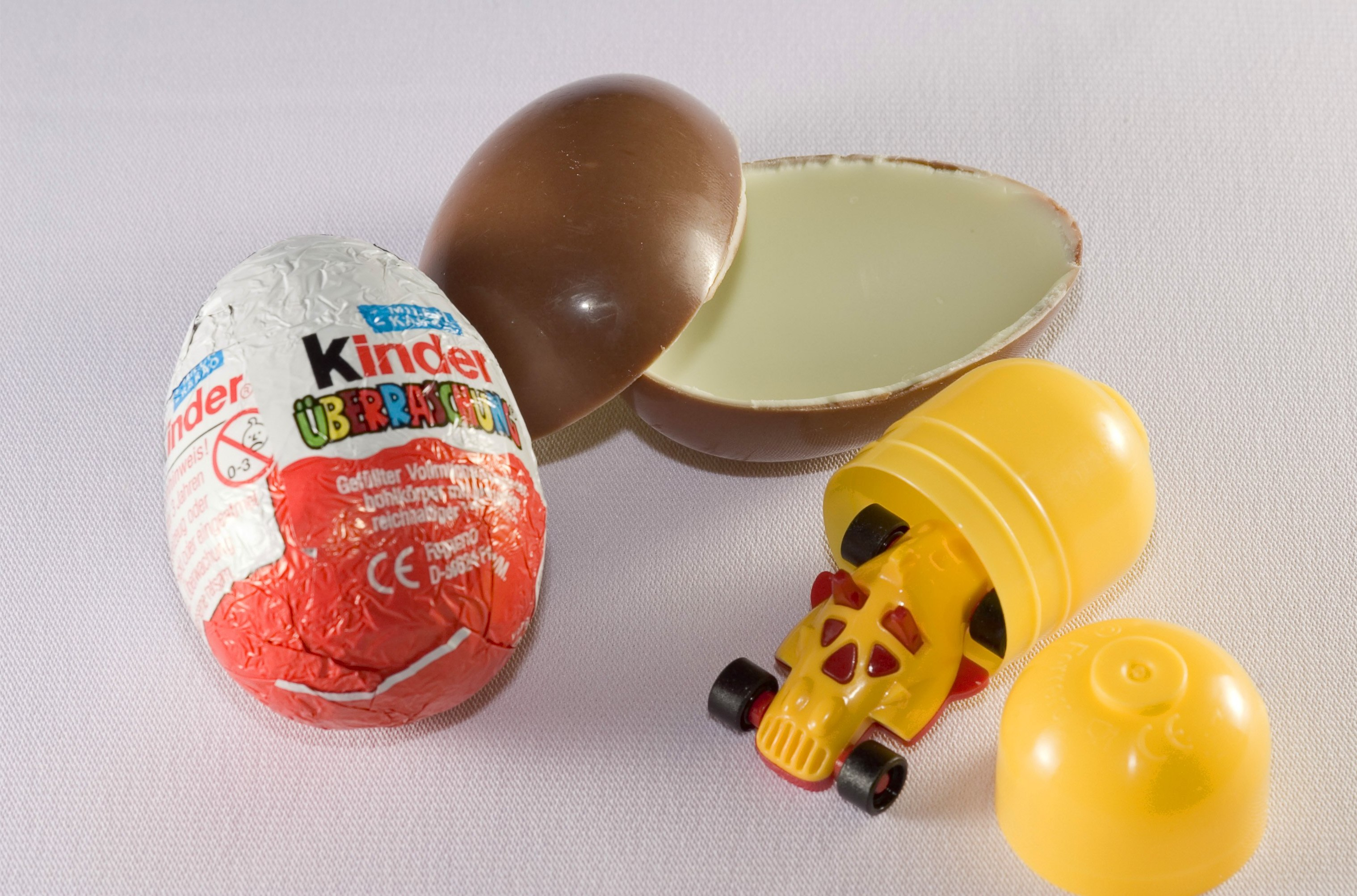
Разломленное яйцо с извлеченным контейнером (специально напоминающим желток) с игрушкой

Киндер-сюрприз (итал. Kinder Sorpresa, «детский сюрприз», от нем. Kinder — «дети») — яйцо из шоколада с сюрпризом, содержащее внутри игрушку. Торговая марка принадлежит итальянской компании Ferrero.

## История
Создатель яйца «киндер сюрприз» Вилльям Саличе стал работать на кондитерском концерне Ferrero в 1960 году, стал правой рукой владельца Микеле Ферреро и проработал там более 40 лет до пенсии в 2007 году.
Идея производства продуктов питания в форме яйца, вместе с линейкой товаров для детей под названием Kinder Ferrero, родилась в 1968 году и основанна на итальянской традиции больших шоколадных яиц, которые родители дарят детям на Пасху. Изобретатель Вилльям Саличе жил в Казеи Джерола, в провинции Павия.

Однажды Микеле Ферреро, «король Нутеллы», сказал своим сотрудникам: «Знаете, почему детям так нравятся пасхальные яйца? Потому что у них внутри сюрпризы… Итак, вы знаете, что мы должны делать? Давайте дарить им Пасху каждый день».
Оригинальный текст (итал.)Un giorno Michele Ferrero, il "re della Nutella" che fondò il più grande impero dolciario italiano partendo dal laboratorio di pasticceria del padre Pietro, disse ai suoi collaboratori: "Sapete perché ai bambini piacciono tanto le uova di Pasqua? Perché hanno le sorprese dentro... Allora, sapete che cosa dobbiamo fare? Diamogli la Pasqua tutti i giorni".
— 
Производство шоколадных яиц этой компанией начато в 1972 году (сайт компании указывает 1974 год). С тех пор по всему миру было продано около 30 миллиардов яиц.

## Концепция
Игрушки из «Киндер сюрприз» являются популярными предметами коллекционирования, как среди детей, так и среди взрослых. Каждый год Ferrero предлагает более ста разнообразных сюрпризов. Идея поместить игрушку внутрь шоколадного яйца гораздо старше киндер-сюрпризa: так, шоколадные яйца с игрушками были популярны в Российской империи за десятки лет до рождения Саличе.

## Киндер-сюрприз в мире
Для стран с жарким климатом яйца с игрушками внутри выпускаются Ferrero в менее «плавком» варианте под названием «Киндер Джой» («детская радость»).

### США
До 2013 года киндер-сюрпризы были запрещены для ввоза и продажи на территории США под угрозой штрафа до 2500 долларов за каждое яйцо, так как американский закон 1938 года запрещает продажу конфет с несъедобными вставками, если только Управление по контролю качества пищевых продуктов и лекарственных средств не определило, что такие вставки имеют функциональное предназначение.
Запрет был вызван тем, что игрушки внутри шоколадного яйца несут потенциальную угрозу для детей: ребёнок может подавиться мелкими деталями разборных игрушек или проглотить их. Яйца Kinder Surprise, которые производит итальянская компания Ferrero, небезопасны для детей младше 3 лет, о чём указано на упаковке производителем. Запрет на продажу яиц Ferrero в США был вызван тем, что такие возрастные ограничения не соответствуют требованиям, разработанным комиссией, контролирующей безопасность потребительских товаров в США (U.S. Consumer Product Safety Commission). Согласно этим требованиям, конфеты с помещенными внутрь игрушками должны быть безопасными для детей любого возраста без ограничений.
После того, как были разработаны новые стандарты шоколадных яиц, адаптированные к требованиям FDA, наконец, продажа таких лакомств была разрешена 20 марта 2013 года. Совместно с представителями FDA и сертифицированной лаборатории при Комиссии США по безопасности потребительских товаров в целях обеспечения безопасности продукта для детей всех возрастов производители дополнили требования к производителям таких яиц с сюрпризами внутри: в каждом яйце обязательно должна быть пластиковая капсула, разделяющая его пополам. У каждой капсулы имеются бортики, которые выступают между половинками шоколада, поэтому даже маленькому ребёнку будет понятно, что внутри что-то есть. Кроме того, внутрь капсулы могут быть помещены только неразборные игрушки крупного размера, чтобы ребёнок не мог их проглотить или подавиться их деталями. По сути, в США запрещены продажи всех конфет с игрушками или сувенирами внутри.